# 厄祓い

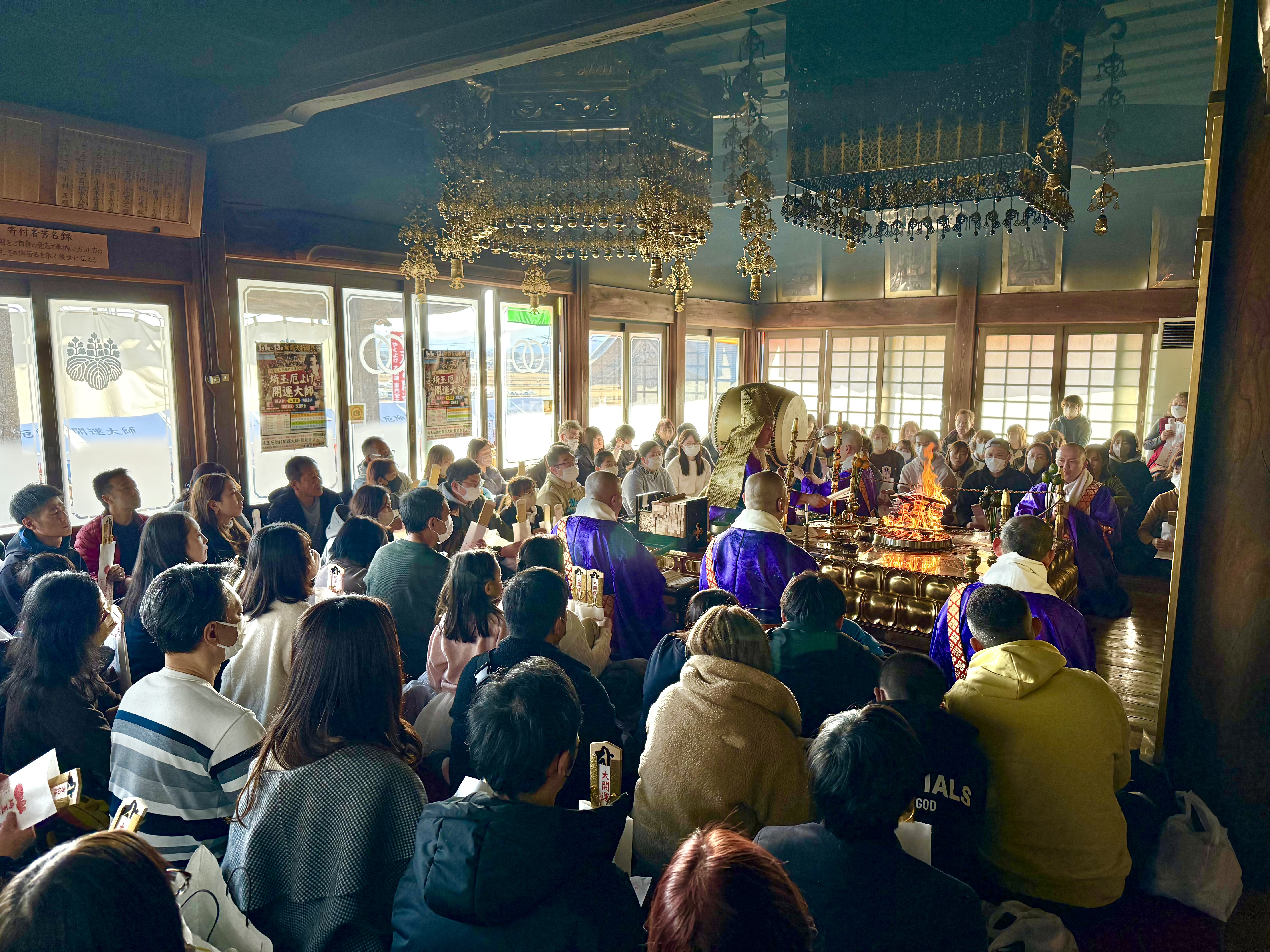
寺院での厄払い（護摩）の様子（日本三大厄除け開運大師の一つ龍泉寺にて）。

厄祓い（やくばらい）とは、災厄を避け、今後の人生を平和に過ごすため、祈願祈祷することを指す。

## 概要
厄祓いは厄年に行われることが多いが、日々の生活で少しずつ溜まっていく厄（日常厄）をこまめに祓う意味で、厄年以外に行う場合もある。厄を避ける方法によっては、厄除け（やくよけ）、厄落とし（やくおとし）などとも呼ばれる。また、厄払いの字を当てる場合もある。
寺や神社などで行うのが一般的であるが、お祓いの専門家に依頼する場合もある。また、日常厄を寄せ付けない方法としては、厄除けとなるものを身に付けるという方法も用いられる。

## 時期
厄年における厄祓いの時期は、地域によって異なるものの、「年の節目である新年正月元旦に行う」ケース（一番祈祷）、「年の節目を旧正月と考え、厄年の区切りも旧正月からとし、節分にあわせて行う」ケース（厄払い節分祭など）、「年始から節分までに行う」ケースが多く見られる。もっとも、厄年を無事乗り切るために祈願するということが厄祓いの本質であるため、その時期を越えてしまったからといって厄祓いを依頼できなくなるわけではない。厄年の残りを無事に乗り切るための祈願に遅すぎるということはない。
神社によっては喪中を嫌う場合があるが、四十九日の忌明後であれば問題ないとする神社もある。また、お寺であれば喪中を嫌うといったこともないため、お寺での厄祓いを選択するという方法もとられる。
子供の厄祓いは、誕生初参りや七五三などのお参りと合わせて行うことが多い。元来、七五三は厄祓いを起源とするものである。
日常厄は日々積もる厄であるため、厄祓いの時期はとくに決まっていない。「正月一番祈願や誕生日など、年次の節目に定期的に行う」ケース、「何か災厄が立て続けに発生してしまい、大厄を小厄に、小厄を無厄に、と願い、思い立ったそのときに行う」ケースなどがある。

## ご利益の類型
厄祓いのご利益を得るための方法の類型には、以下のようなものがある。
- 厄を近づけない

厄を近づけないように、神仏に守ってもらうというもの。魔除けのお守りも、同様の考えに基づくものである。
- 厄を追い出す

香を焚き、邪気を外に追い出すというもの。
- 身代わり

災厄を、神仏が身代わりとなって背負ってくれるというもの。お参りの際に、身に付けている小物をわざと落とし、それによって厄を一緒に落とすという風習の地域もあるが、これも同様の考えに基づくものである。その他、節分や祭礼で餅や豆と一緒に厄を撒き、他の人に拾ってもらい、厄を分担してもらうという風習の地域もある。
厄祓いで有名な神社については、厄年の該当項を参照のこと。

## 厄除けの贈り物
日常厄はもとより厄年への対応でも、厄除けとなるもの（御札、御守など）を身に付ける方法を取る場合がある。これが転用され、厄年の人に厄除けとなるものを贈り物するという近年の流行がある。
この場合の贈り物には、肌身離さず持てるもの、長いもの、うろこ模様のもの、七色のものが好いとされている。そのため、男性向けにはネクタイ、ベルトなどが、女性向けには帯、マフラー、スカーフ、ネックレス、ブレスレット等のアクセサリー類などが贈り物としてよく用いられる。また、男女共通に財布などもよく用いられるが、いずれも伝統・宗教的裏付けはなく、あくまで商業上の理由による販売促進策である。

## 日本以外の厄祓い
中国では12年ごと（生まれた干支の年）に厄年とし、金色や赤色のものを身に付けることで、災厄から身を守るという風習がある。中国の影響か、沖縄でも干支の年に厄祓いを行う風習がある。
ヨーロッパ
イギリスでは、年の数だけ木の実を集め、3日間外気にさらし、近所の庭先で焼くことで厄を祓えるとされている。焼く際、多くの人に見てもらうことで厄祓いの効果が高まるとされている。
トルコでは、みんなが集まって厄年の人の等身大の泥人形を作り、衣装を着けて川に流すことで、厄を祓えるとされている。ナザール・ボンジュウという青い目玉のお守りを身に着けたり、飛行機に塗装するなりの厄祓いがみられる。こういった目玉型の厄避けは、古代ギリシャの時代からあり、紀元前6世紀の杯の絵に目玉を付ける（en:Eye-cup）等がみられる。
スペインでは、馬肉片を年の数だけ食べ、夜を踊り明かすことで厄を祓えるとされている。
人形
ジャック・オー・ランタンやシーラ・ナ・ギグ、ガーゴイルなどが有名である。

## 厄払いで有名な日本の神社仏閣

### 全国
- 日本三大厄除け開運大師

- 龍泉寺（埼玉県）
- 東光寺（兵庫県）
- 大聖院（広島県）

### 関東地方

#### 関東の神社
- 千葉神社
- 寒川神社

#### 関東厄除け三大師
弘法大師を祀る。
- 西新井大師
- 川崎大師
- 観福寺大師堂

（以下を入れることもある）
- 道合大師
- 小塚大師

#### 関東の三大師
元三大師を祀る。
- 佐野厄除け大師
- 青柳大師
- 川越大師

（以下を入れることもある）
- 足利厄除け大師
- 寺岡山元三大師
- 拝島大師本覚院
- 厄除元三大師（深大寺）

#### その他
- 関東厄除け三大不動
  - 目黒不動尊
  - 千葉厄除け不動尊
  - 飛不動尊
- その他
  - 妙法寺

### 東海地方
- 法多山尊永寺
- 国府宮神社
- 三嶋大社
- 津観音
- 継松寺
- 松尾観音寺
- 三重県護国神社
- 岩水寺

### 近畿地方
- 石清水八幡宮
- 八坂神社
- 平安神宮
- 清荒神清澄寺（通称：清荒神）
- 東光寺（通称：門戸厄神）
- 大聖観音寺（通称：我孫子観音）
- 多井畑厄除八幡宮（通称：多井畑厄神）
- 安養寺（通称：立木観音）
- 信貴山千手院（通称：信貴山毘沙門天）
- 鷲峰山金胎寺（役行者42歳、厄除け、9月第1日曜日）
- 松尾寺（奈良県大和郡山市）

### 中国地方
- 由加山
- 和気神社

### 四国地方
- 薬王寺（四国第23番霊場、徳島）
- 白峯寺（四国第81番霊場、香川県坂出市）
- 遍照院（愛媛県今治市菊間町）
- 弥谷寺（四国第71番霊場、香川県三豊市）

### 九州地方
- 若八幡宮（通称：厄八幡）
- 鹿児島神宮（鹿児島神宮。式内社（大社）、大隅国一宮。旧社格は官幣大社で、現在は神社本庁の別表神社。別名を「大隅正八幡宮」）